# شارل امیل تروازیه
شارل امیل تروازیه (فرانسوی: Charles Émile Troisier‎؛ ‏ ۶ آوریل ۱۸۴۴ – ۱۱ دسامبر ۱۹۱۹) جراح اهل فرانسه بود.
وی مدرک دکترای پزشکی خود را در سال ۱۸۷۴ دریافت کرد و پس از آن مدت‌ها استاد دانشگاه پاریس و عضو «آکادمی ملی پزشکی» بود.
وی ارتباط نزدیکی با ماری بناپارت داشت و در ۶ ژانویهٔ ۱۸۹۰ نشان شوالیهٔ لژیون دونور دریافت نمود. پسرش نیز پزشک و زیست‌شناس بود و بعدها رئیس انستیتو پاستور شد. نوه‌اش سولانژ تروازیه نیز پزشک و یک فمینیست پیشگام بود.
موارد زیر در علم پزشکی به نام او ثبت شده است:
- نشانهٔ تروازیه: یک تودهٔ سفت و بزرگ در حفرهٔ فوق‌ترقوه‌ای چپ
- سندرم تروازیه-آنو-شوفار: دیابتی که در اثر تجمع بیش از حدِ آهن در کبد ایجاد می‌شود و به آن «دیابت برنزی» می‌گویند.